# Сусуман
Сусума́н (рос. Сусуман) — місто в Росії, адміністративний центр Сусуманського району Магаданської області. Утворює міське поселення місто Сусуман. Розташоване на березі річки Берелех (басейн Колими).

## Історія
Вперше річка Кухуман згадана в роботах М. Березкіна, який проїжджав через цю місцевість у 1901 році.
Назва міста походить від назви річки Сусуман, лівої притоки Берелеха — походить від евенського «кухуман», «хугуман» і означає «буран», «поземка», «вітер» — «вітряна» річка.
У 1932 році був проведений шліховий аналіз проб, узятих партією геолога Є. Шаталова в долині Сусумана, який показав, що в басейнах річок Сусуман і Берелех є розсипне золото.
У 1949–1956 роках у Сусумані розміщувалося управління виправно-трудового табору Заплаг, табірного підрозділу, що діяв у структурі Дальстрой. Максимальна кількість ув'язнених могла досягати 16 585 осіб.
12 грудня 1964 року Указом Президії Верховної Ради РРФСР робітниче селище Сусуман Сусуманського сільського району Магаданської області було перетворено в місто районного підпорядкування. Перше засідання Сусуманської міськради депутатів трудящих відбулося 30 грудня 1964 року.
До кінця 1980-х років у Сусумані працювали кілька промислових підприємств: гірничо-збагачувальний комбінат, ремонтно-механічний завод, створений на базі ремонтних майстерень, завод будівельних матеріалів (цегельний завод), пивоварний завод, хлібозавод і м'ясо-молочний комбінат. У місті були відкриті 5 загальноосвітніх шкіл, дитячі садки «Ромашка», «Світлячок», «Чайка», музична школа, гірничий технікум, лікарня, поліклініка. Діяли два кінотеатри — дерев'яний «Тайга» і кам'яний «Промінь», побудовані, відповідно, в 1950-х і 1970-х роках, а також три будинки культури. Перший будинок культури був побудований у 1940 році за ініціативою начальника Західного гірничо-промислового управління Сенатова.

## Населення
Чисельність населення за роками:
| 1959   | 1970   | 1979   | 1989   | 2002 | 2010 | 2015 |
| ------ | ------ | ------ | ------ | ---- | ---- | ---- |
| 13 310 | 12 643 | 16 025 | 16 818 | 7833 | 5855 | 5010 |

За даними перепису населення 2010 року на території міста проживало 5855 осіб. Частка чоловіків у населенні складала 51,2 % або 2999 осіб, жінок — 48,8 % або 2856 осіб.

## Клімат
Сусуман має взимку екстремально сухий субарктичний клімат (класифікація кліматів Кеппена Dwd/Dwc) з надзвичайно холодною сухою зимою та коротким, дуже м’яким літом. Це одне з найхолодніших постійно населених поселень у світі, із середньорічною температурою -11,9 °C.
| Клімат Сусуман (1981-2010)                 | Клімат Сусуман (1981-2010) | Клімат Сусуман (1981-2010) | Клімат Сусуман (1981-2010) | Клімат Сусуман (1981-2010) | Клімат Сусуман (1981-2010) | Клімат Сусуман (1981-2010) | Клімат Сусуман (1981-2010) | Клімат Сусуман (1981-2010) | Клімат Сусуман (1981-2010) | Клімат Сусуман (1981-2010) | Клімат Сусуман (1981-2010) | Клімат Сусуман (1981-2010) | Клімат Сусуман (1981-2010) |
| Показник                                   | Січ.                       | Лют.                       | Бер.                       | Квіт.                      | Трав.                      | Черв.                      | Лип.                       | Серп.                      | Вер.                       | Жовт.                      | Лист.                      | Груд.                      |                            |
| Абсолютний максимум, °C                    | −4,1                       | −1,6                       | 0,2                        | 12,1                       | 26,1                       | 32,0                       | 35,0                       | 33,0                       | 24,4                       | 11,3                       | 2,1                        | −1,6                       |                            |
| Середній максимум, °C                      | −33,7                      | −27,1                      | −16                        | −4                         | 8,9                        | 19,7                       | 22,0                       | 17,6                       | 8,9                        | −7,2                       | −23,6                      | −33,6                      |                            |
| Середня температура, °C                    | −37,9                      | −33,2                      | −24,2                      | −11,6                      | 3,0                        | 12,2                       | 14,5                       | 10,4                       | 2,6                        | −12,9                      | −28                        | −37,2                      |                            |
| Середній мінімум, °C                       | −41,8                      | −38,2                      | −31,2                      | −19,6                      | −3,4                       | 4,6                        | 7,1                        | 3,8                        | −2,5                       | −17,8                      | −32,2                      | −41                        |                            |
| Абсолютний мінімум, °C                     | −60,6                      | −59,9                      | −53,7                      | −44                        | −27,5                      | −8,3                       | −4,6                       | −11,1                      | −24,3                      | −44,7                      | −53,8                      | −58,5                      |                            |
| Середня кількість сонячних годин на місяць | 20                         | 89                         | 213                        | 283                        | 273                        | 291                        | 274                        | 223                        | 152                        | 132                        | 53                         | 10                         |                            |
| Норма опадів, мм                           | 9                          | 8                          | 6                          | 7                          | 14                         | 40                         | 60                         | 65                         | 34                         | 20                         | 14                         | 9                          |                            |
| Днів з опадами                             | 13,9                       | 11,8                       | 8,1                        | 6,1                        | 7,4                        | 12,7                       | 13,7                       | 13,2                       | 10,2                       | 11,6                       | 13,5                       | 13,1                       |                            |
| ------------------------------------------ | -------------------------- | -------------------------- | -------------------------- | -------------------------- | -------------------------- | -------------------------- | -------------------------- | -------------------------- | -------------------------- | -------------------------- | -------------------------- | -------------------------- | -------------------------- |

## Галерея

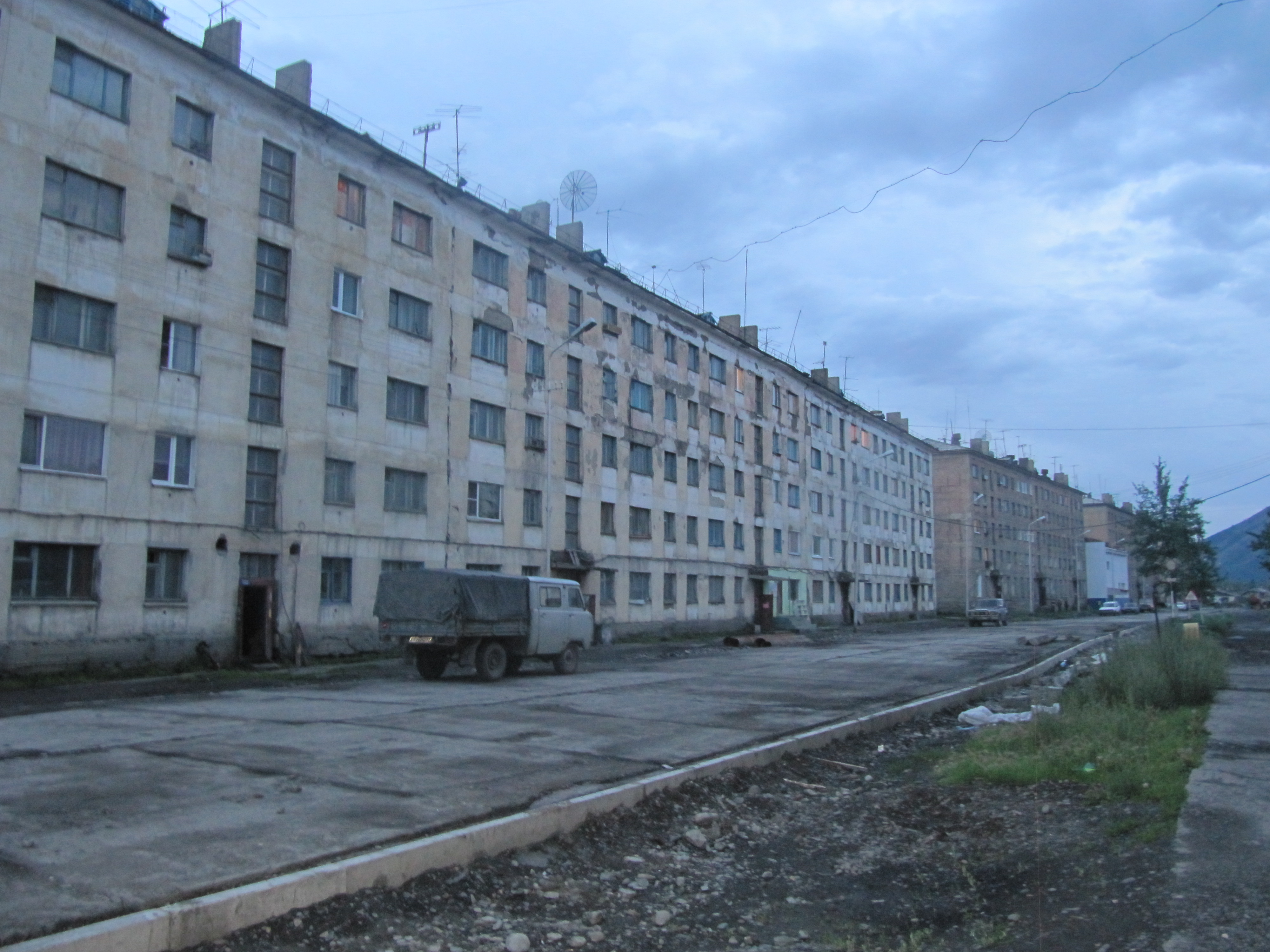
Міські будинки
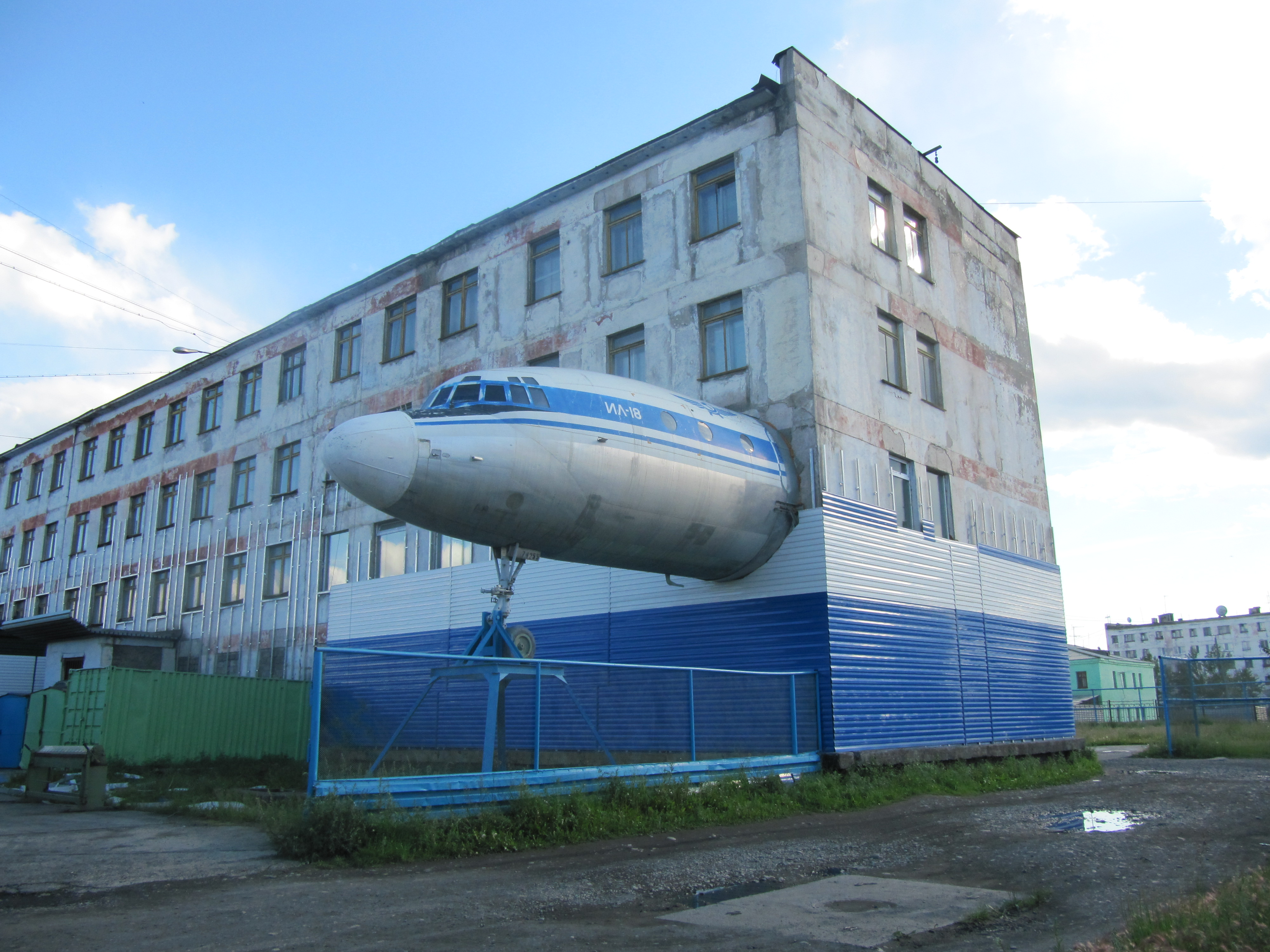
Будинок з літаком
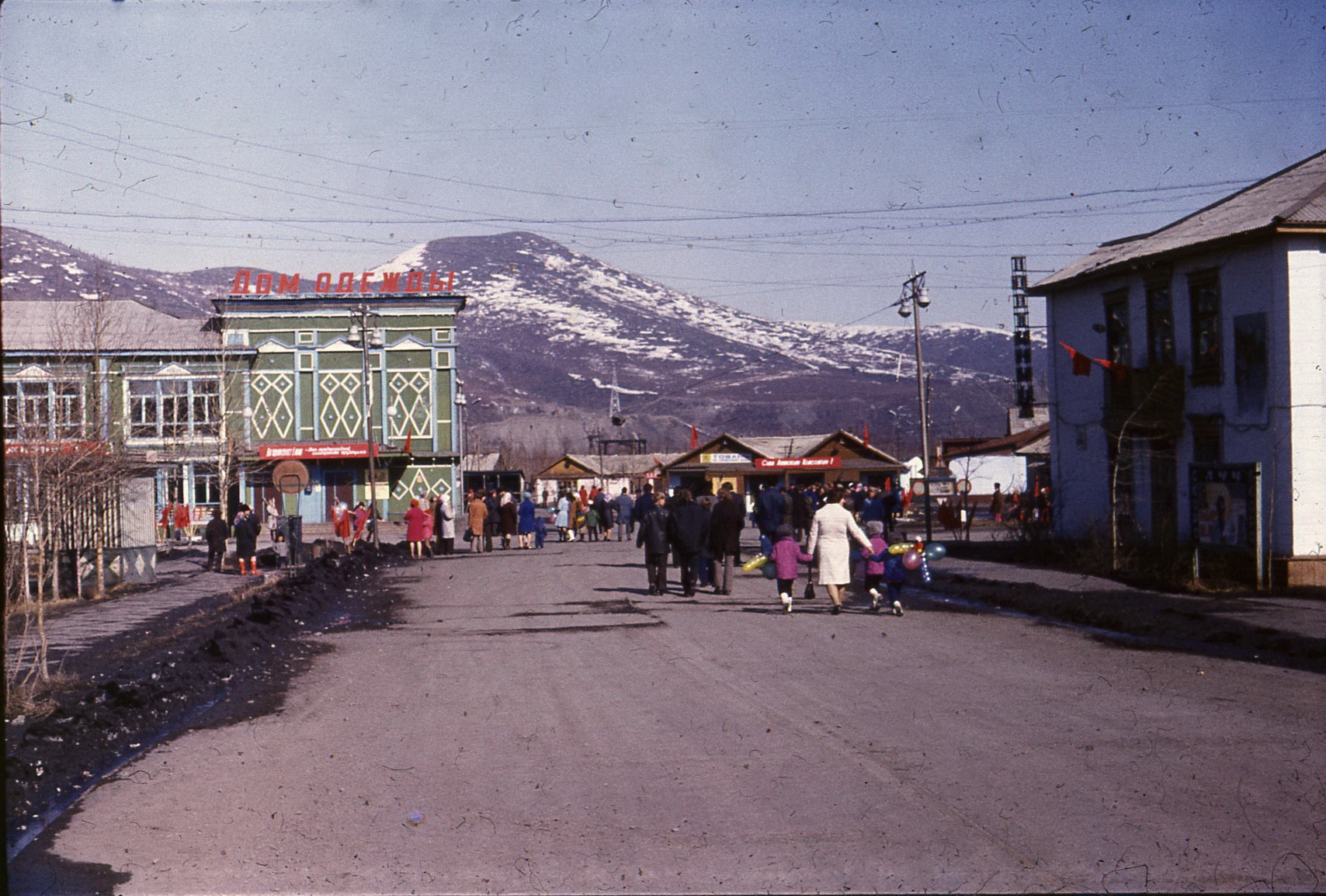
Будинок одягу на вул. Леніна, 1970-і рр.
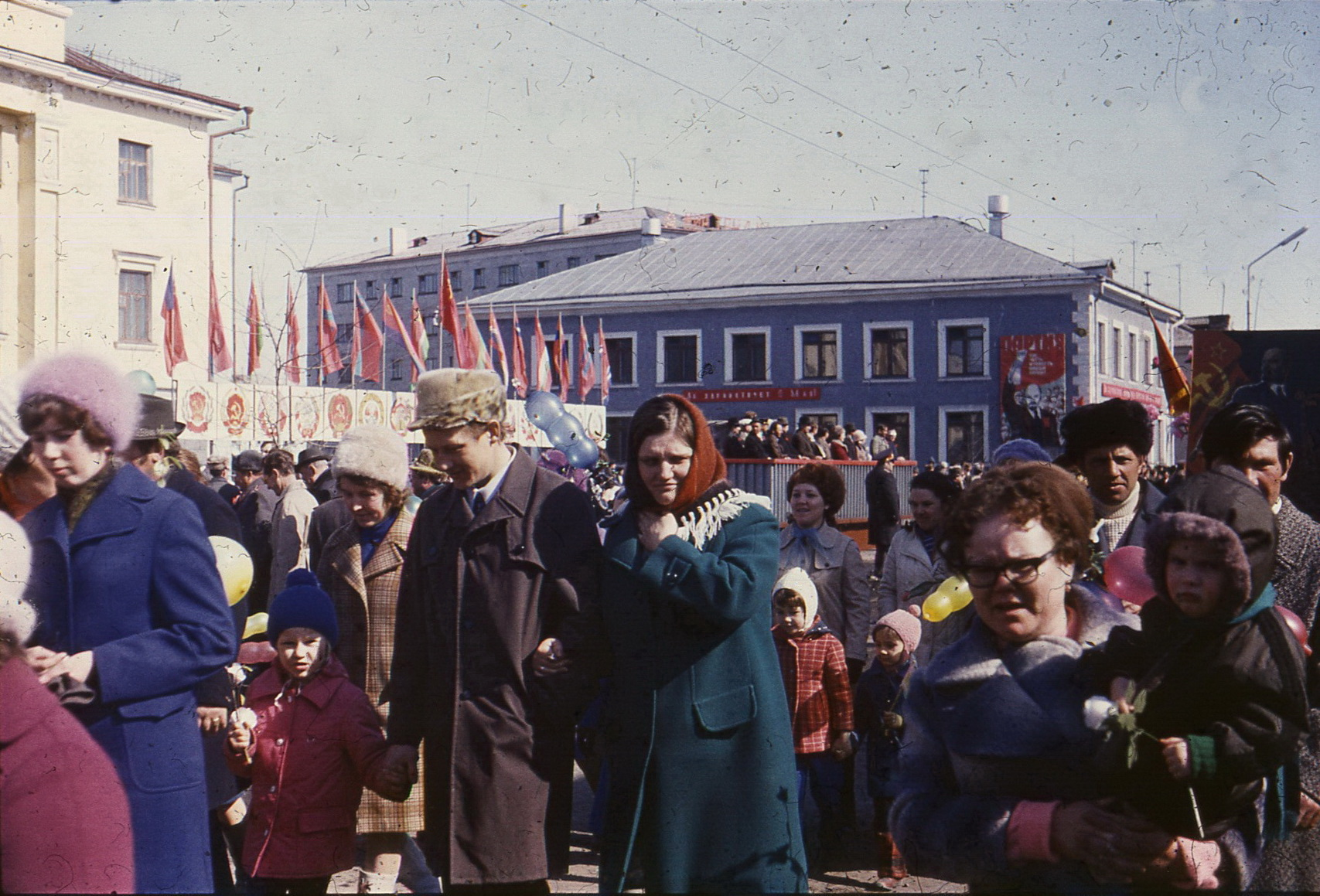
Демонстрація 1 травня, Радянська вул., 1970-і рр.